# Dieter Mann
Dieter Mann (Berlino, 20 giugno 1941 – Berlino, 3 febbraio 2022) è stato un attore tedesco.

## Filmografia parziale

### Cinema
- La caduta - Gli ultimi giorni di Hitler (Der Untergang), regia di Oliver Hirschbiegel (2004)
- Vergiss dein Ende, regia di Andreas Kannengießer (2011)

### Televisione
- Karl May - miniserie TV, 6 episodi (1992)
- Der letzte Zeuge - serie TV, 36 episodi (1998-2007)